# Neophryxe vallina
Neophryxe vallina là một loài ruồi trong họ Tachinidae.